# Wilhelm Lempken
Wilhelm Lempken (* 20. Februar 1914 in Homberg am Niederrhein; † 22. Mai 1982) war ein deutscher Politiker (SPD). Er war von 1950 bis 1966 Mitglied des Landtags von Nordrhein-Westfalen.

## Leben
Wilhelm Lempken begann 1928 nach der Volksschule eine kaufmännische Lehre und war anschließend als kaufmännischer Angestellter tätig. In den Jahren 1936 bis 1938 musste er Wehrdienst leisten, 1939 wurde er zum Kriegsdienst eingezogen. Er geriet in Kriegsgefangenschaft, aus der er 1946 entlassen wurde. 
Lempken war von 1928 bis 1933 Mitglied der Sozialistischen Arbeiter-Jugend, ab 1931 als stellvertretender Vorsitzender des SAJ-Unterbezirks Moers. Von 1929 bis 1933 und dann wieder ab 1946 war er SPD-Mitglied. Im SPD-Unterbezirk Moers war Lempken von 1946 bis 1952 Geschäftsführer, dann bis 1965 stellvertretender Vorsitzender. 
Von 1948 bis 1956 war er Kreistagsabgeordneter in Moers, von 1948 bis 1976 Ratsherr und Fraktionsvorsitzender im Stadtrat von Homberg. 
Lempken wurde von der zweiten bis zur fünften Legislaturperiode als Direktkandidat in den Wahlkreisen 40 (Moers-Süd) bzw. 41 (Moers-Ost) in den nordrhein-westfälischen Landtag gewählt und war vom 5. Juli 1950 bis 23. Juli 1966 Abgeordneter.